# 예측 모델링
예측 모델링(Predictive modelling)은 통계를 사용하여 결과를 예측한다. 예측하려는 사건은 대부분 미래에 발생하지만, 예측 모델링은 발생 시기와 상관없이 모든 유형의 알려지지 않은 사건에 적용될 수 있다. 예를 들어 예측 모델은 범죄가 발생한 후 범죄를 탐지하고 용의자를 식별하는 데 자주 사용된다.
많은 경우, 모델은 설정된 양의 입력 데이터를 바탕으로 결과의 확률을 추측하기 위해 탐지 이론을 기반으로 선택된다. 예를 들어 이메일이 스팸일 가능성을 결정하는 경우이다.
모델은 데이터 세트가 다른 세트에 속할 확률을 결정하기 위해 하나 이상의 분류자를 사용할 수 있다. 예를 들어 이메일이 스팸인지 "햄"(스팸이 아닌)인지 확인하는 데 모델을 사용할 수 있다.
정의적 경계에 따라 예측 모델링은 학문적 또는 연구 개발 맥락에서 더 일반적으로 언급되는 기계 학습 분야와 동의어이거나 크게 중복된다. 상업적으로 배포되는 경우 예측 모델링을 종종 예측 분석이라고 한다.
예측 모델링은 인과 모델링/분석과 대조되는 경우가 많다. 전자의 경우 관심 결과에 대한 지표 또는 프록시를 사용하는 데 전적으로 만족할 수 있다. 후자에서는 진정한 원인과 결과 관계를 결정하려고 한다. 이러한 구별은 연구 방법 및 통계 분야에서 급증하는 문헌과 "상관관계는 인과관계를 의미하지 않는다"는 공통된 진술을 낳았다.

## 같이 보기
- 예측구간
- 예측 분석
- 통계적 추론
- 통계적 학습이론
- 통계 모델